# Pneumomediastino
Lo pneumomediastino è la presenza di aria e di gas nel mediastino.

## Eziologia
- Perforazione o rottura dell'esofago, della trachea o dei grossi bronchi
- Rottura alveolare con ingresso di aria nel mediastino
- Ingresso di aria nel mediastino a partire dal collo o dall'addome

Un paziente con pneumomediastino può presentare
- dolore retrosternale con o senza irradiazione al collo
- dispnea
- febbre
- disfonia
- mal di gola
- dolore alla mascella
- disfagia
- gonfiore al collo
- torcicollo

I segni fisici sono: enfisema sottocutaneo e segno di Hamman (crepitio in sede precordiale e riduzione intensità del tono cardiaco). Il crepitio alla palpazione dà una "sensazione di neve calpestata".
La diagnostica di questo disturbo si effettua tramite radiografia al torace e TC torace.
Il trattamento più praticato è quello medico: si somministra una miscela gassosa ric che favorisce il riassorbimento spontaneo dell'aria.
L'agoaspirazione può evidenziare l'eventuale presenza di compressione a carico delle strutture mediastiniche.